# Two-stage-to-orbit
Un vehicle de llançament two-stage-to-orbit (TSTO or DSTO - Double/Dual-Stage-To-Orbit, literalment en català òrbita en dues etapes) és una nau espacial en la qual dues etapes diferents proporcionen propulsió consecutiva per assolir la velocitat orbital. És intermedi entre un llançador three-stage-to-orbit (lit. cat. òrbita en tres etapes) i un hipotètic vehicle single-stage-to-orbit (SSTO, lit. cat. òrbita en una sola etapa).
En l'enlairament, la primera etapa és la responsable d'accelerar el vehicle. En algun moment, la segona etapa es desprèn de la primera etapa i continua en òrbita sota el seu propi impuls.
Un avantatge d'aquest sistema sobre el sistema d'una única etapa és que tota la massa de la nau espacial no es transporta a l'òrbita. Això redueix el cost d'assolir la velocitat orbital, ja que tant l'estructura com la massa del motor són expulsades i un percentatge més gran de la massa orbitada és massa útil.
Un avantatge sobre sistemes de tres o més etapes és la reducció de la complexitat i menys esdeveniments de separació, cadascun dels quals redueix el cost i el risc de fracàs.

## Exemples de sistemes orbitals de dues etapes
- Angarà 1.2
- Atlas V (401 and 501)
- Blue Origin orbital launch vehicle (proposat)
- Cosmos-3M
- Delta IV (mitjà)
- Falcon 1
- Falcon 9
- Saturn IB
- Saturn V-SL1 (llançament de l'Skylab)
- Tsyklon-2
- Vulcan (proposat)
- Zenit-2

No sempre és clar quan un vehicle és un DSTO. Molts disseny que utilitzen poc impuls al principi del vol són referits com a sistemes single-stage-to-orbit. Alguns també han encunyat l'expressió 1.5STO per 'one-and-a-half-stage-to-orbit' (lit. cat. òrbita en etapa i mitja), p.e., el coet Atlas. A més, molts vehicles de llançament disposen de coets acceleradors laterals que són expulsats poc després en l'anomenada "stage-0" (lit. cat. etapa 0).